# Mai 1839

## Événements
- Création de la New Zealand Company. La Nouvelle-Zélande devient une colonie britannique.
- « Crise de la Chambre à coucher » au Royaume-Uni. Le Conservateur Robert Peel demande à la reine de renvoyer six de ses dames de compagnie dont les époux sont des whigs. Victoria refuse, renvoie Peel et le remplace par Melbourne.

- 4 mai : les Britanniques prennent Kandahar

- 12 mai, France :
  - opération insurrectionnelle déclenchée par la société secrète républicaine Les Saisons, dont les meneurs sont Martin Bernard, Armand Barbès et Auguste Blanqui. Ils entraînent quelques centaines de leurs partisans à l'assaut de l'Hôtel de ville de Paris. L’opération échoue, écrasée par l'armée et la garde nationale, et les conjurés sont arrêtés (fin le 13 mai);
  - deuxième ministère Soult sous la présidence du maréchal Soult, après une interruption ministérielle de plus de trois mois.

- 13 mai, France : l'insurrection est vaincue.

- 26 mai, France : au Théâtre de la Renaissance, dernière représentation de Ruy Blas.

- 29 mai, France : la loi sur la propriété littéraire est votée.

## Naissances
- 1er mai : Hilaire de Chardonnet (mort en 1924), ingénieur, scientifique et industriel français.
- 27 mai : François-Désiré Mathieu, cardinal français, archevêque de Toulouse († 26 octobre 1908).

## Décès
- 6 mai : Samuel Prioleau, avocat, magistrat et homme politique américain (° 4 septembre 1784).
- 13 mai :
  - Joseph Fesch, cardinal français, archevêque de Lyon (° 3 janvier 1763).
  - François Lamarque, homme politique français.